# Pseudocolopteryx
Pseudocolopteryx és un gènere d'ocells de la família dels tirànids (Tyrannidae). Agrupa espècies originàries d'Amèrica del Sud, on es distribueixen des del sud de Colòmbia, Veneçuela i Guyana fins al centre de l'Argentina i Xile.

## Descripció
Els ocells d'aquest gènere són petits tirànids que mesuren al voltant d'11 cm de longitud, de bec fi, parts inferiors groc brillant (d'on prové el nom “dauradet”) i superiors olivàcies. Són força escassos i habiten principalment en aiguamolls i zones inundables.

## Taxonomia i etimologia
Ábalos & Areta (2009) van aportar evidències que Pseudocolopteryx flaviventris incloïa dues espècies críptiques (P. flaviventris i P. citreola) que es diferencien per la vocalització i el comportament; el que va ser validat mitjançant l'aprovació de la Proposta N° 420 al Comitè de Classificació de Sud-americà (SACC) el març de 2010.
Un estudi de Jordan et al. (2020) que va analitzar l'ADN mitocondrial de les espècies del gènere i va trobar que les dues espècies (P. flaviventris i P. citreola) no es distingeixen genèticament dins del mostreig realitzat.
Els amplis estudis geneticomoleculars realitzats per Tello et al. (2009) van descobrir una quantitat de relacions noves dins de la família Tyrannidae que encara no estan reflectides en la majoria de les classificacions. Seguint aquests estudis, Ohlson et al. (2013) van proposar dividir Tyrannidae en 5 famílies. Segons l'ordenament proposat, Pseudocolopteryx roman a Tyrannidae, en una subfamília Elaeniinae (Cabanis & Heine, 1859-60), en una tribu Euscarthmini (Ihering, 1904), juntament amb Elaenia, Tyrannulus, Myiopagis, Suiriri, Capsiempis, part de Phyllomyias, Phaeomyias, Nesotriccus, Pseudelaenia, Mecocerculus leucophrys, Anairetes, Polystictus, Culicivora i Serpophaga.
El nom genèric Pseudocolopteryx es compon de la paraula del grec antic «pseudos» que significa “fals”, i de «Colopteryx», que és un gènere obsolet d'insectívors petits (Ridgway, 1888).
Segons la Classificació del Congrés Ornitològic Internacional (versió 14.2, 2024) aquest gènere està format per cinc espècies:
- Pseudocolopteryx sclateri - dauradet crestat.
- Pseudocolopteryx acutipennis - dauradet olivaci.
- Pseudocolopteryx dinelliana - dauradet de Dinelli.
- Pseudocolopteryx flaviventris - dauradet cantaire oriental.
- Pseudocolopteryx citreola - dauradet cantaire occidental.